# Єжи Бінчицький
Єжи Бінчицький (пол. Jerzy Bińczycki; 6 вересня 1937, Краків, Польща — 2 жовтня 1998, Краків) — польський актор театру і кіно.

## Біографія
У 1961 році Єжи Бінчицький закінчив Державну вищу театральну школу імені Людвіга Сольського в Кракові. З 1961 по 1965 роки працював в театрі Станіслава Виспянського в Катовиці. У цьому театрі дебютував у виставі «Люди Царства» за п'єсою американського письменника Роберта Пенна. З 1965 року працював актором у краківському Старому театрі. Зіграв на сцені цього театру безліч ролей. Проявив себе також як і режисер. У 1975 році створив дві вистави за оповіданнями А. Чехова.
З 1 липня 1998 року Єжи Бінчицький був на посаді директора Старого театру.
Помер від раптового серцевого нападу 2 жовтня 1998 року.

## Творчість
Першу епізодичну роль поліцейського зіграв в 1962 році в польському фільмі «Drugi brzeg». У наступні роки знімався в різних кінофільмах, граючи невеликі ролі. У 1975 році зіграв одну з важливих ролей Богуміла у фільмі «Ночі і дні» польського режисера Єжи Антчака (адаптація роману Марії Домбровської). За цю роль Єжи Бінчицький отримав польські кінематографічні нагороди: Державну премія Польщі (1976), премію на кінофестивалі в Гданську (1975), Премію «Gwiazda Filmowego Sezonu» (1976) і номінувався на Оскар.
У 1981 році зіграв головну роль Рафала Вільчури в мелодрамі Єжи Гоффмана «Знахар».

## Громадська діяльність
Єжи Бінчицький був членом партії Демократична Унія (Unia Demokratyczna — UD), яка пізніше стала партією Унія Свободи (Unia Wolności — UW). У 1991 році балотувався в Польський Сенат, але набрав недостатню кількість голосів.

## Нагороди
Орден Відродження Польщі 4 ступеня;
Золотий Хрест заслуги.

## Пам'ять
Похований на Алеї знаменитих людей Раковицького кладовища Кракова;
У 2001 році на будівлі Старого театру в Кракові було відкрито меморіальну табличку на честь Єжи Бінчицького.

## Вибрана фільмографія
- 1959 : «Сіль чорної землі» / Sól ziemi czarnej — Бернард Басиста, брат Габріеля
- 1975 : «Ночі і дні»
- 1982 : «Знахар»